# Léon Laleau
Léon Laleau (* 3. August 1892 in Port-au-Prince; † 7. September 1979 in Pétionville) war ein haitianischer Politiker, Diplomat, Dichter und Schriftsteller französischer Sprache.

## Leben und Werk
Léon Laleau studierte Rechts- und Literaturwissenschaft und machte eine Doppelkarriere als Schriftsteller sowie als Diplomat und Politiker. Laleau war haitianischer Außenminister (1933–1934, 1938–1940), Unterrichtsminister (1954–1955) sowie Kultus-, Bau- und Landwirtschaftsminister, ferner Botschafter in Frankreich und in anderen Ländern.
Literarisch war Laleau ein Freund von Maurice Rostand und Tristan Derème. Ab 1930 stand er unter dem Einfluss von Jean Price-Mars und Jacques Roumain.

## Werke (Auswahl)
- A voix basse. 1919.
- La flèche au cœur. 1926.
- Maurice Rostand intime.  Paris 1926.
- Abréviations. Poèmes. Paris 1928.
- Le Rayon des jupes ou Treize poèmes pour Tristan Derême. Saint-Calais (Sarthe) 1928. (präsentiert von Louis de Chauvigny)
- Le choc. Chronique haïtienne des années 1915 à 1918. Port-au-Prince 1932, 1975, 2012.
- Ondes courtes. Poèmes. Port-au-Prince 1933.
- Orchestre. 1937.
- Apothéoses. Port-au-Prince 1952.
- Oeuvre poétique. Port-au-Prince 1978.
- Divagations à propos du chef. Oeuvre posthume. Haiti 1980, 2012.
- Musique nègre. Montréal 2004. Editions Presses Nationales d’Haïti, Port-au-Prince 2005. (zuerst 1931)